# 第3歩兵師団 (アメリカ軍)
第3歩兵師団（だい3ほへいしだん、英語：3rd Infantry Division）は、アメリカ陸軍の師団のひとつ。ジョージア州のフォートスチュワートに駐屯している。第18空挺軍団
に属しており指揮を受ける。第1次世界大戦ではフランスで戦い、第2次世界大戦では1942年11月にフランスで戦った後、ジョージ・パットン大将の任務群として北アフリカのモロッコに上陸した。1943年7月にシチリア島に侵攻し、ドイツとフランスで戦い、9月にイタリアのサレルノに侵攻した。師団の第2次大戦中の戦死傷率は、アメリカの師団の中で最も高いものだった。師団は1950年の朝鮮戦争中に韓国に配備され、幾度の過酷な戦闘に参加した。1957年から1996年までは、西ドイツのNATOにおけるアメリカ陸軍の骨格だった。2003年にイラクの国境を越え、アメリカの部隊として最初にバグダードに侵入し、4つの作戦に参加した。現在、第3歩兵師団は4個旅団戦闘団と1個航空旅団と戦闘航空旅団により編制されている。

## 概要
第3歩兵師団は、アメリカ陸軍の部隊の中でも、随一の戦闘記録を持っている。今までに5万人以上の兵士が死傷し、51名の兵士が名誉勲章を受章している。

## 歴史

### 第1次世界大戦
第3歩兵師団は、第1次世界大戦中の1917年11月にノースカロライナ州キャンプグリーンで編成され、8か月後に、フランスで初めての戦闘を行った。1918年7月14日深夜に師団は、地区を制圧し ヨーロッパのアメリカ遠征軍の一つとして、エーヌ・マルヌ攻勢に参加し、マルヌ川のほとりに展開し、パリを防衛した。第7機関銃大隊は、シャトー・ティエリーに展開し、フランス軍の撤退をドイツ軍の攻撃から支援した。周囲の部隊が後退している中、第30歩兵連隊と第38歩兵連隊は戦い続け、マルヌを守り抜いた。このことから師団は後に「マルヌの岩」と言われた。その後、フランスに帰還した師団はヨセフ・T・ディックマン大将の指揮で、1918年7月15日からドイツに攻撃を開始した。ブラック・ジャックと言われたジョン・パーシング大将は第3歩兵師団を「アメリカの軍事史の中で最も輝かしい部隊である」と評した。第1次大戦中、2人の兵士が名誉勲章を受章した。また、12,940人が負傷し、3,177人が戦死した。

### 第2次世界大戦
第3歩兵師団は、第2次世界大戦中にすべてのヨーロッパ戦線で戦った、アメリカの師団の一つである。また、第2次大戦中に師団は、北アフリカ、シチリア、イタリア、フランス、ドイツ、オーストリアで戦い、531日という連続戦闘記録を打ち立てた。
師団は、1942年11月8日に、フェダラに上陸し、北アフリカ侵攻におけるタスクフォースの一部として行動し、フランス領モロッコの半分を制圧した。8か月後の1943年7月10日に師団はシチリアのリカタの西の浜に上陸した。9日後にイタリア本土に侵攻し、1943年9月18日にサレルノに上陸、ヴォルトゥルノ川を渡り、カッシーノに前進した。短時間の休憩の後、アンツィオ上陸作戦で戦い、1944年1月22日に、米英合同の第6軍団の傘下に入った。1944年2月29日に、師団はドイツ第3師団を撃退した。アンツィオにおける一日の戦闘で900人以上が死亡した。これはアメリカの部隊の中では、最多記録である。5月下旬に師団は、北フランス侵入のための訓練を開始した。1944年8月15日から、ヴォージ山脈を越え、ローヌ谷を進み、ストラスブールでライン川を越え、1944年11月26日から27日にかけてサントロペに上陸した。防衛ラインを確保した後、1945年1月23日のコルマールポケットの戦いに参加し、3月15日には、南ツヴァイブリュッケンのジークフリートラインで戦闘を行った。師団は、防衛ラインを前進させ、1945年3月26日にライン川を越え、4月17日から20日まで、ニュルンベルクで激しい戦闘を行い、制圧した。その後、4月27日から30日までアウクスブルクとミュンヘンで戦い、ヨーロッパでの戦闘が終了した時には、ザルツブルクに位置していた。第7歩兵連隊は、ベルヒテスガーデンでヒトラーの隠れ家を発見したことで有名である。第2次大戦中、18,766人が負傷し、4,922人が戦死した。また、その後に戦傷が原因で646人が死亡した。

### 朝鮮戦争
朝鮮戦争中は、対応が迅速だったため「火力旅団」と呼ばれた。第15歩兵連隊は、フォートベニングに本部を置いた。第7歩兵連隊は、フォートインデベンスに配置された。師団は、極東部隊の予備隊として、北朝鮮を占領する作戦のために日本に到着した。日本では、韓国軍兵士が増員された。第65歩兵連隊は、元山に上陸し、フンナムからマジョン洞に移動した。マジョン洞では、第65歩兵連隊が防衛ラインを確保し、敵に砲兵攻撃を行った。第7歩兵連隊の第1大隊と第2大隊は第65歩兵連隊の左翼に展開した。第15歩兵連隊は、第7歩兵連隊と第65歩兵連隊の中間に展開した。第7歩兵連隊第3大隊は副師団長アーミステッド・D・ミード准将の命令により、第1海兵連隊第1大隊の支援に向かった。また、第1海兵師団と第31連隊戦闘団の撤退の支援を行った。第3歩兵師団は、フンナム港周辺で第7歩兵師団とともに、第5軍団を創設した。フンナム港から敵の施設を破壊するために第7歩兵連隊、第15歩兵連隊、第65歩兵連隊が船に乗り込み出航した。師団は、撤退する1953年まで第8軍の戦闘部隊の支援を行った。第3歩兵師団は10回の戦闘に参加し、11人の兵士が名誉勲章を受章した。そのうちの8人は第7歩兵連隊から、3人は第5歩兵連隊だった。
朝鮮戦争中、7,939人が負傷して、2,160人が死亡した。

### 1953年から2000年
1958年4月から1996年4月には、第3歩兵師団は第7軍団に所属し、ドイツに駐屯した。ヴュルツブルクに旅団司令部と支援部隊、シュヴァインフルトに第1旅団、キッチンゲンに第2旅団、アシャッフェンブルクに第3旅団。
1990年11月に、第3歩兵師団は再び戦闘に参加した。イラクのクウェート侵攻の後の、連合国軍の一部として砂漠の嵐作戦に参加した第1機甲師団に6,000人の兵士が配備された。その後、1,000人の兵士が、クルド人の難民を助けるために、トルコ東南部とイラク北部に配備された。1991年暮れに、部隊は、民間軍事会社に士官と下士官を派遣した。クウェートに残った兵士は第11機甲騎兵連隊を支援した。その後、これらの部隊は、1991年9月に第3歩兵師団に戻った。1996年2月15日に第24歩兵師団が解散され、部隊の一部が第3歩兵師団に移行した。1996年に師団は、フォートスチュワートとフォートベニングとジョージア州のハンター陸軍飛行場に配備された。しかし、師団はその後もクウェートに大隊を送り続けた。また、平和維持活動の一環としてエジプト、ボスニア、コソボで活動した。

### 対テロ戦争

#### OIFI
2003年初頭にクウェートに展開した。これは、サダム・フセイン政権を打倒するためのイラクの自由作戦に参加するためであり、連合軍の先頭に立った。第1旅団は、バグダード国際空港を制圧した。この時、ポール・レイ・スミス一等軍曹に朝鮮戦争以来の名誉勲章が送られた。第2旅団は、2003年の夏の間、イラクのファルージャに配備され、9月にアメリカに帰隊した。2004年以降、3個の旅団は改編されました。師団の3個の旅団戦闘団は改変され、2個歩兵大隊、1個機甲大隊、1個騎兵大隊、1個砲兵大隊による編成となった。また工兵旅団はフォートスチュワートで第4旅団に改編された。

#### OIFIII
2005年1月、第3歩兵師団は、イラクに再び展開した。第1旅団と第3旅団は第42歩兵師団の指揮下に入り、その後第101空挺師団の指揮下に入った。当時、第4旅団はカリフォルニア州兵の第184歩兵連隊第1大隊とハワイ州兵第48旅団戦闘団第299歩兵連隊第2大隊、ジョージア州兵の第1大隊C中隊、プエルトリコ州兵の第295歩兵大隊から編成された。

#### OIFV
第3歩兵師団は、2006年1月にフォートスチュワートとフォートベニングに再配備された。2006年11月1日から2007年まで再びイラクに展開し、3回目の作戦行動を行った。バグダードの作戦を支援するために、第3歩兵師団第3旅団戦闘団第7騎兵連隊第3大隊は切り離され,第82空挺師団の指揮下に入り、デヴィッド・ペトレイアス将軍の指揮下に入った。2008年に第82空挺師団を再び切り離された第3歩兵師団第3旅団戦闘団第7騎兵連隊第3大隊は、第25歩兵師団、その後、第4歩兵師団に引き渡された。その後はフォートスチュワートに帰隊し、第3歩兵師団に戻った。

#### OIFVII
2009年10月に第3歩兵師団は多国籍軍の北方部隊、現在のアメリカ北方軍の指揮下に入った。この時、師団はイラクの自由作戦を支援した。師団は2010年1月1日から、新しい夜明け作戦を支援した。新しい夜明け作戦後は、戦闘からイラクの治安維持部隊のアドバイスとアシストに任務を映した。2010年9月24日のイラクの自由作戦では436人の兵士が戦死した。

#### 不朽の自由作戦
第3歩兵師団の戦闘航空旅団は13か月間アフガニスタンに配備された。旅団は、アフガニスタンに展開した第3歩兵師団の最初の部隊となった。その間に、第3戦闘航空大隊の兵士が800回の空中強襲作戦を行い、2,500人の敵兵を殺害した。しかし、旅団から死者はでなかった。第3大隊は2013年1月に再びアフガニスタンに展開する予定である。そのために2,500人の兵士が9か月間、第3特別任務大隊に配備される。第3特別任務大隊と第3戦闘航空大隊は8月に第82空挺師団の指揮下に入った。また第2旅団戦闘団の第2諸兵科連合大隊がアフガニスタンに配備された。2012年3月に第64機甲連隊第1大隊が配備された。

### 改編

#### 第1旅団
2008年秋に、第3歩兵師団第1旅団は、アメリカの北部の本土を防衛するための部隊として割り当てられた。第1旅団は、ジョージア州フォートスチュワートで「テロ攻撃や他の国家による緊急事態時に国内で展開する訓練」を行った。第1旅団は、大量破壊兵器の攻撃による市民の不安への対応と群衆統制の訓練をしている。

#### 第2旅団
第2旅団戦闘団は2015年1月で非活性化し、代わりに第42火力旅団を編成する予定である。第2旅団隷下の全ての大隊は第42火力旅団に引き継がれる予定である。第42火力旅団は2013年10月17日にフォートスチュワートで編成された。

#### 第4旅団
2009年3月に第4旅団が軽歩兵旅団から機械化歩兵旅団に改編された。この一環として第64機甲連隊第3大隊は第15歩兵連隊第1大隊となった。

## 所在地
第3歩兵師団は第4旅団戦闘団がフォートベニングに駐屯しているのを除き、全てがフォートスチュワートに駐屯している。最寄りの町はハインズビル。

## 編制

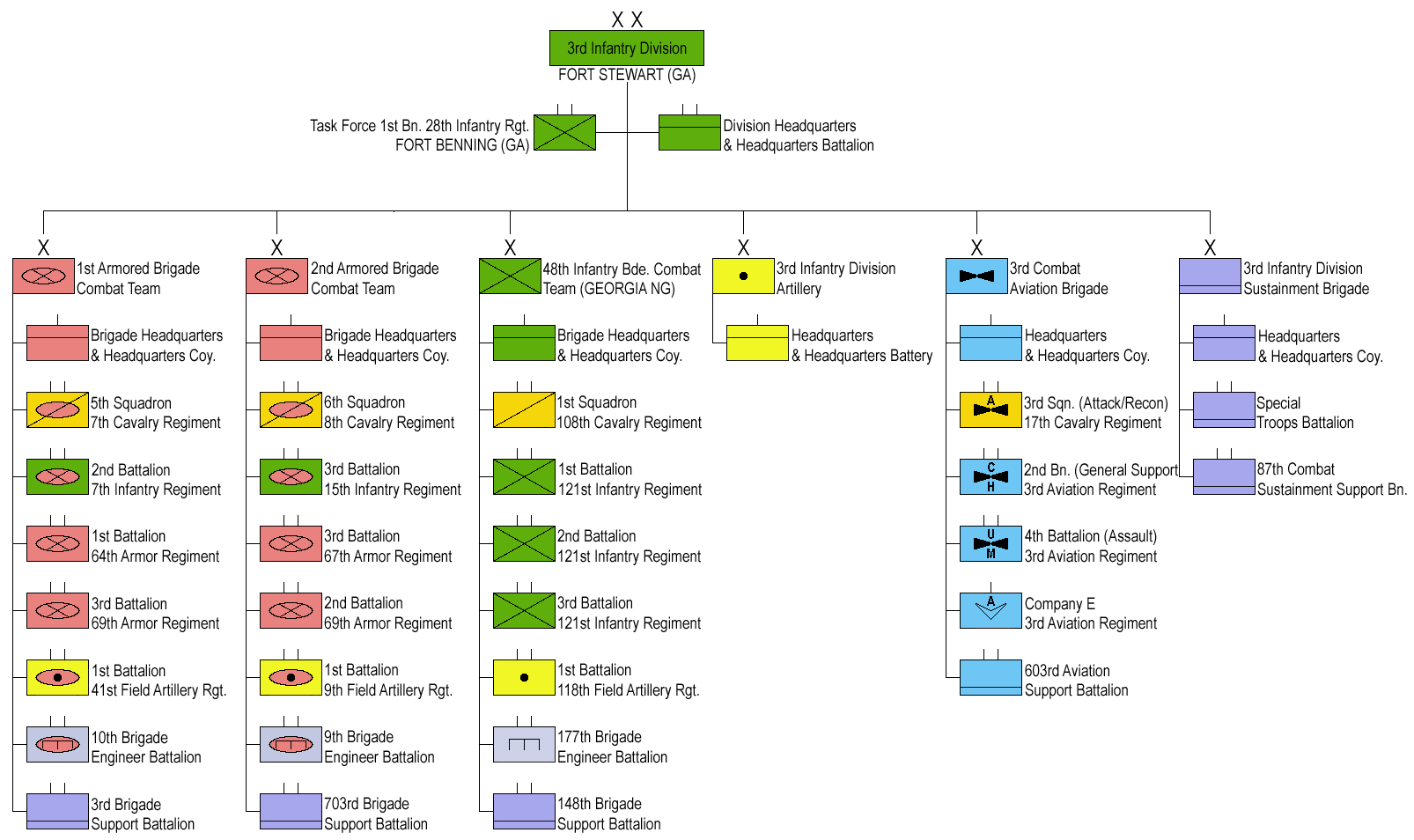
2021年時点の第3歩兵師団の編制図

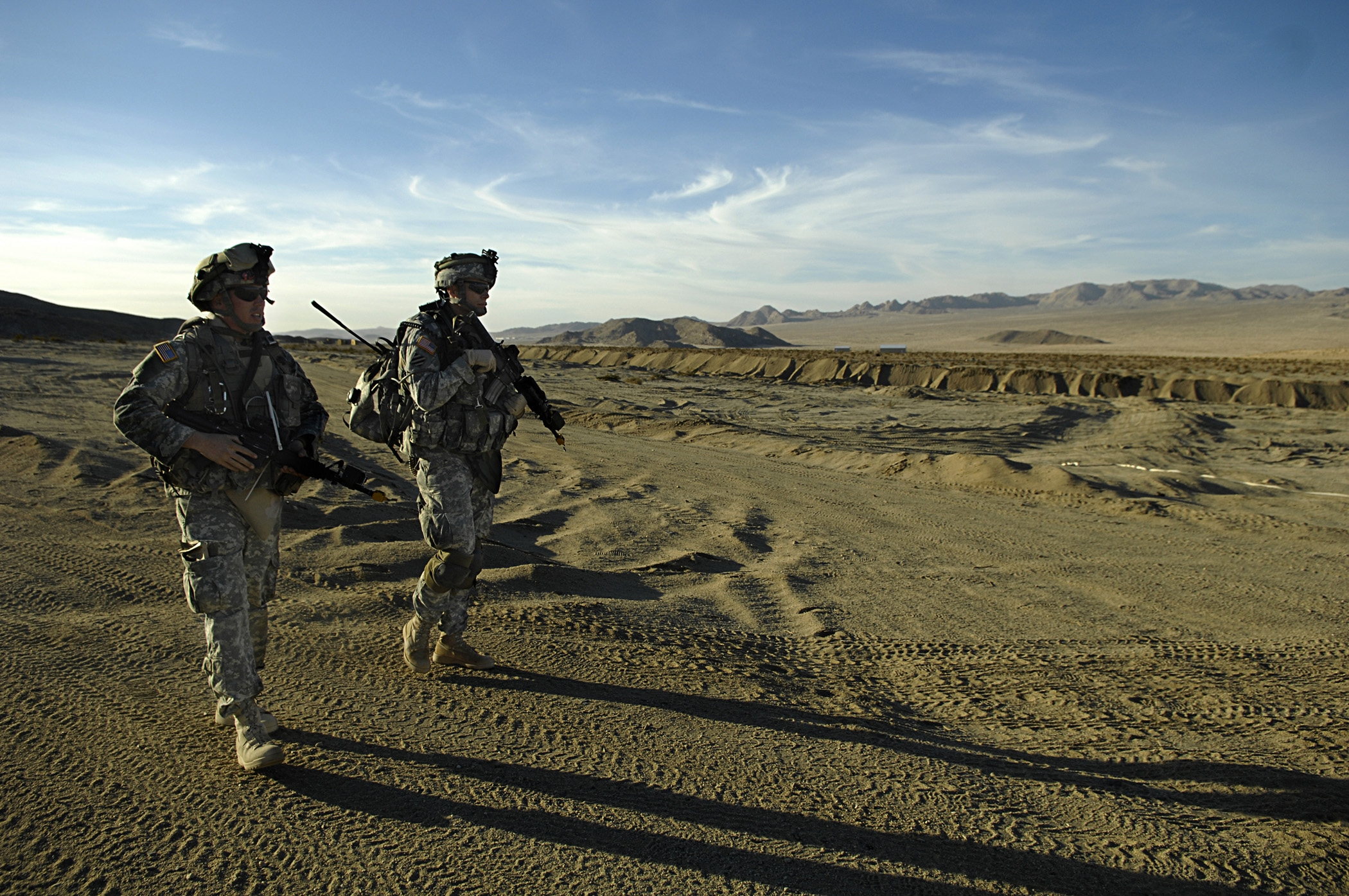
ナショナル・トレーニング・センターで訓練中の第3歩兵師団第3重旅団戦闘団第1騎兵連隊第3大隊の兵士

第3歩兵師団は、師団司令部及び司令部大隊、2個機甲旅団戦闘団、1個歩兵旅団戦闘団、1個タスクフォース (第28歩兵連隊第1大隊)、師団砲兵隊、維持旅団、戦闘航空旅団、機動強化旅団で構成されている。機甲旅団戦闘団はフォート・スチュワートに、歩兵旅団戦闘団はジョージア州メイコンに、タスクフォースはフォート・ベニングに、それぞれ置かれている。また全ての野戦砲兵大隊は、旅団戦闘団の指揮下にある。
- 第3歩兵師団
  -  師団司令部及び司令部大隊
  - 第1旅団戦闘団 "Raider" (ヨーロッパ担当)
    - 司令部及び司令部中隊 (HHC)
    -  第7騎兵連隊第5大隊 偵察・監視・目標補足 (RSTA) "Warpaint"
    -  第64機甲連隊第1大隊 "Desert Rogue"
    -  第69機甲連隊第3大隊 "Speed & Power"
    -  第7歩兵連隊第2大隊 "Cottonbalers"
    -  第41野戦砲兵連隊第1大隊 "Glory's Guns"
    -  第10旅団工兵大隊 "Bridge the Sky"
    -  第3旅団支援大隊 (BSB) "Ready to Roll"

  - 第2旅団戦闘団 "Spartans"
    - 司令部及び司令部中隊 (HHC)
    -  第8騎兵連隊第6大隊 "Mustang"
    -  第67機甲連隊第3大隊 ”Hounds of Hell"
    -  第15歩兵連隊第3大隊 "China"
    -  第69機甲連隊第2大隊
    -  第9野戦砲兵連隊第1大隊 "Battlekings"
    -  第9旅団工兵大隊 "Gila"
    -  第703旅団支援大隊 "Maintain"

  - 第48歩兵旅団戦闘団 (ジョージア州陸軍州兵による補助部隊) "Macon Volunteers"
    -  司令部及び司令部中隊 (HHC)
    -  第108騎兵連隊第1大隊 "Roughriders"
    -  第121歩兵連隊第1大隊 "Slayers"
    -  第121歩兵連隊第2大隊 "Warriors"
    -  第121歩兵連隊第3大隊 "Pathfinders"
    -  第118野戦砲兵連隊第1大隊 "Hickory's Howitzer's"
    -  第148旅団工兵大隊 "Wishmasters"
    -  第177旅団支援大隊
    -  第28歩兵連隊第1大隊 (Fort Benning, Georgia)

  - 第3歩兵師団砲兵隊 "Marne Thunder" (各旅団戦闘団に所属する野戦砲兵大隊の訓練と管理責任を担当)
    -  司令部及び司令部中隊

  - 戦闘航空旅団 "Falcon"
    -  司令部及び司令部中隊 "Talons"
    -  第3航空連隊第2大隊 (全般支援) (UH-60A/UH-60L/CH-47) "Knighthawk"
    -  第3航空連隊第4大隊 (突撃) (UH-60M) "Brawler"
    -  第17騎兵連隊第3大隊 (AH-64D/AH-64DW) "Lighthorse"
    - 第3航空連隊E中隊
    -  第603航空支援大隊 "Work Horse"

  - 維持旅団
    -  司令部及び司令部中隊
    -  特別任務大隊
    -  第87戦闘維持支援大隊

  -  第648機動強化旅団

第2旅団戦闘団は、モジュラーフォース改編により2015年1月15日に解散した。特別任務大隊、第7騎兵連隊第3大隊、第9野戦砲兵連隊第1大隊、第26旅団支援大隊も同時に解散し、一部の中隊は、他の旅団の大隊に編入された。また、第2旅団戦闘団の大隊のうち、第64機甲連隊第1大隊は第1旅団戦闘団に、第30歩兵連隊第1大隊は第4旅団戦闘団に編入された。第2旅団戦闘団の解散に伴い、第4旅団戦闘団が第2旅団戦闘団に改称された。現在、師団には3個旅団戦闘団が編制されており、それぞれに機動大隊を有している。
第42砲兵旅団は、2013年10月17日にフォート・スチュワートで編制され、後に第3歩兵師団砲兵隊に再編された。師団砲兵隊は、師団の砲兵大隊の訓練監督を行っているが、砲兵大隊自体は、それぞれの旅団戦闘団の指揮下に置かれている。
またアメリカ陸軍の予算削減の一環として、2015年12月15日に第3旅団戦闘団が解散した。それに代わり大隊規模のタスクフォースとして第28歩兵連隊第1大隊が置かれた。